# Chinatown (Los Angeles)

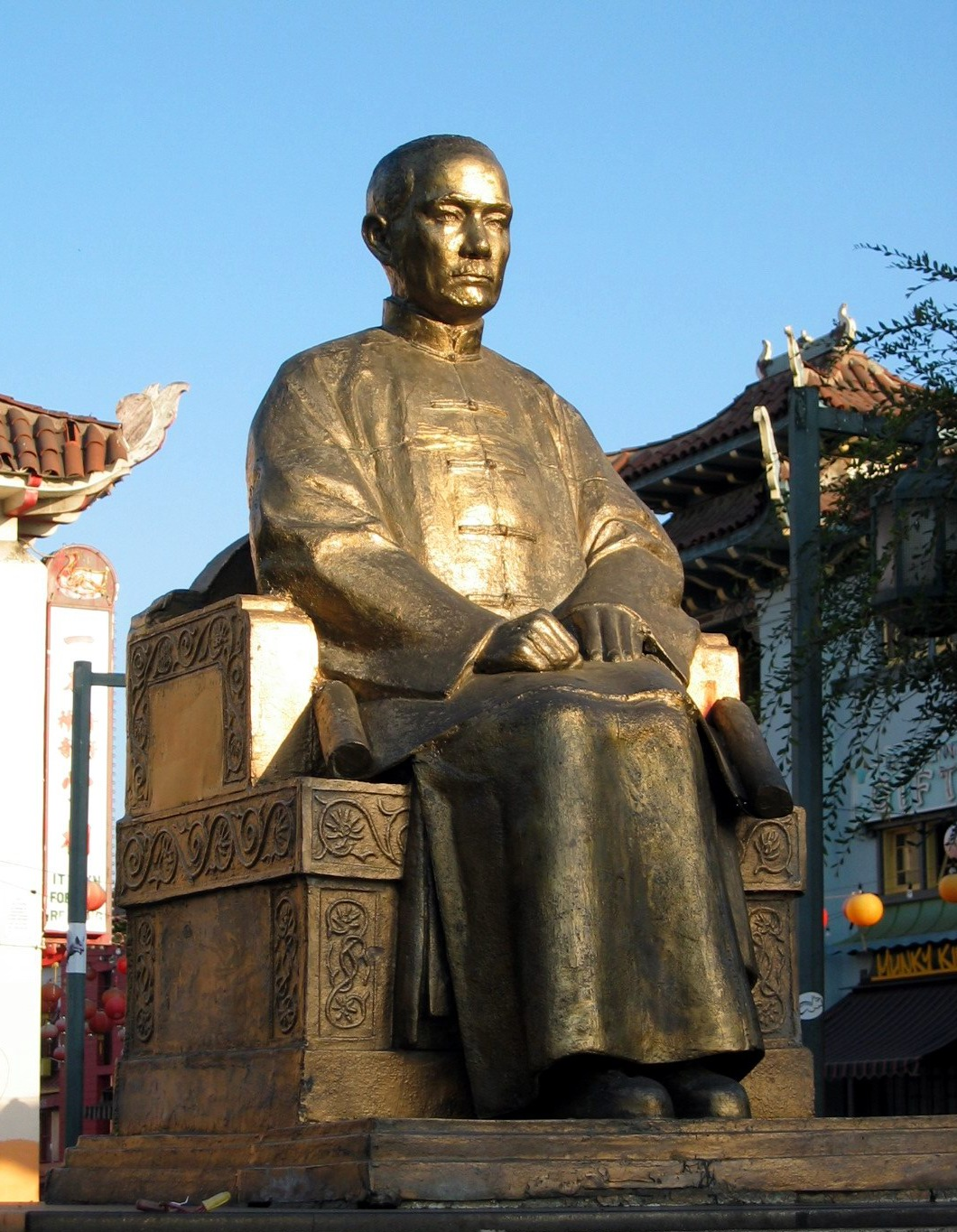
Statua di Sun Yat-sen, fondatore della Repubblica Cinese nella Chinatown di Los Angeles

Chinatown (cinese: 洛杉磯唐人街; pinyin: luò shān jī táng rén jiē) è un quartiere cinese nella Downtown di Los Angeles, in California. Fu fondato sulla fine del XIX secolo. Oggi è frequentato da molti turisti ed ospita negozi e ristoranti.

## Storia
Chinatown è un quartiere nel centro di Los Angeles, in California, che nel 1938 è diventato un centro per le attività commerciali cinesi e asiatiche nel centro di Los Angeles. L'area comprende ristoranti, negozi e gallerie d'arte, ma ha anche un quartiere residenziale con una popolazione di circa 20.000 residenti. La Chinatown originale si sviluppò alla fine del XIX secolo, ma fu demolita per fare spazio alla Union Station,  il principale centro di trasporto della città. Un centro commerciale separato, noto come "New Chinatown", fu aperto nel 1938.
Chinatown può riferirsi a una delle tre località vicino al centro di Los Angeles. Quella che ora è conosciuta come Old Chinatown si riferisce alla posizione originale su Alameda e Macy (1880-1933). La vecchia Chinatown fu spostata dalla costruzione della Union Station e due Chinatown si svilupparono alla fine degli anni '30 a nord della vecchia Chinatown: China City (1938-1948) e New Chinatown (dal 1938). China City è stata ricostruita solo un anno dopo l'apertura a causa di un incendio, ma un altro incendio nel 1948 l'ha distrutta definitivamente.

### Old Chinatown
All'inizio degli anni 1860, migliaia di cinesi, la maggior parte dei quali originari della provincia del Guangdong, nel sud della Cina, furono assunti dalla Central Pacific Railroad Co. per lavorare sulla parte occidentale della prima ferrovia transcontinentale. Molti di loro si stabilirono a Los Angeles.
Nel massacro cinese del 1871, 19 uomini e ragazzi cinesi furono uccisi da una folla di circa 500 uomini in una zona di Los Angeles conosciuta come Calle de los Negros o Negro Alley, nota come zona pericolosa per due decenni. È stato uno dei più gravi episodi di violenza razziale che si siano mai verificati nel West americano.
La prima Chinatown, centrata su Alameda e Macy Street (poi Cesar Chavez Avenue), fu fondata nel 1880. Raggiungendo il suo periodo di massimo splendore dal 1890 al 1910, Chinatown crebbe fino a comprendere circa quindici strade e vicoli contenenti circa duecento edifici. Vantava un teatro dell'Opera, tre templi, un giornale e una centrale telefonica. Ma le leggi che proibiscono alla maggior parte dei cinesi la cittadinanza e la proprietà, così come la legislazione che limita l'immigrazione, ha inibito la crescita futura.
Dall'inizio degli Anni 1910, Chinatown iniziò a declinare. La presenza di case da gioco, fumerie d'oppio e una feroce guerra fra Tong misero in crisi lo sviluppo delle attività commerciali nella zona. La maggior parte dei residenti erano in affitto e i proprietari trascurarono la manutenzione dei loro edifici. Alla fine l'intera area fu venduta più volte e dopo trent'anni di decadenza, una sentenza della Corte suprema degli Stati Uniti d'America ha approvato la costruzione di un importante terminal ferroviario, la Union Station, decretando di fatto la fine degli insediamenti residenziali; i residenti furono sfrattati per fare spazio alla costruenda stazione senza un piano per il trasferimento della comunità.
Chinatown fu gradualmente demolita, lasciando molte attività senza un posto dove fare affari e costringendone alcune a chiudere. Un residuo della vecchia Chinatown è rimasto fino ai primi anni '50, situato tra la Union Station e l'Old Plaza. Diverse attività commerciali e un tempio buddista fiancheggiavano Ferguson Alley, una stretta strada a un isolato che correva tra Plaza e Alameda.  Il più notevole degli edifici sopravvissuti era il vecchio Lugo Adobe, costruito nel 1838 dall'importante famiglia Californio. Alcuni decenni dopo, la Lugo Adobe divenne la sede originaria della Loyola Marymount University, e in seguito fu affittato a cino-americani che gestivano negozi al piano terra e un alloggio al piano di sopra. Christine Sterling, che aveva portato a compimento i progetti di Olvera Street e China City, sostenne che gli edifici rimanenti della vecchia Chinatown erano un pugno nell'occhio e ottenne la demolizione di tutte le strutture rimanenti tra Plaza e Union Station.
"L'unico edificio rimasto della Chinatown originale è il Garnier Building a due piani, un tempo residenza e luogo di incontro per cinesi immigrati", secondo la guida Angels Walk - Union Station / El Pueblo / Little Tokyo / Civic Center . Il Chinese American Museum è ora situato nell'edificio Garnier.
Sono passati sette anni prima che una proposta di trasferimento accettabile venisse messa in atto, situando una nuova Chinatown nella sua posizione attuale.

### China City
Nel 1938 venne fondata China City, un'enclave murata delimitata da Main, Ord, Spring e Macy (poi Cesar Chavez), caratterizzata da architettura in stile cinese, ristoranti, negozi, uno stagno di fiori di loto e un tempio.
Durante i suoi undici anni di esistenza, China City fu distrutta da un incendio e ricostruita numerose volte. Nel 1949 un incendio doloso distrusse China City definitivamente.

### New Chinatown
Negli anni '30, sotto gli sforzi del leader della comunità cinese-americana Peter Soo Hoo Sr., il progetto per una nuova Chinatown si svilupparono attraverso un processo comunitario collettivo producendo una miscela di architettura cinese e americana. La nuova Chinatown crebbe soprattutto come attrazione turistica per tutti gli anni '30, con lo sviluppo della "Central Plaza"," una versione stereotipata di Shanghai. Chinatown è stata progettata dagli scenografi dei film di Hollywood e un oggetto di scena "cinese" è stato successivamente donato dal regista Cecil B. DeMille per conferire a Chinatown un'atmosfera esotica.